# Веселова, Анастасия Михайловна
Анастасия Михайловна Веселова (р. 19 апреля 1992, Барнаул) — российская волейболистка, центральная блокирующая.

## Биография
Анастасия Веселова начала заниматься волейболом в 9-летнем возрасте в Барнауле. В 2007 была приглашена в Хабаровск, где на протяжении 5 сезонов выступала за фарм-команды местного «Самородка» («Аурум» — в высших лигах «А» и «Б» и «Самородок»-2 в Молодёжной лиге), а 23 января 2011 года провела один матч в суперлиге в составе основной команды против московского «Динамо».
После расформирования «Самородка» в 2012 перешла в ВК «Тюмень-ТюмГУ», за который с перерывом (в 2015—2016) играла до 2020 года.
С 2020 года — игрок ВК «Липецк».

### Клубная карьера
- 2007—2011 —  «Аурум» (Хабаровск);
- 2010—2011 —  «Самородок» (Хабаровск);
- 2011—2012 —  «Самородок»-2 (Хабаровск);
- 2012—2014 —  «Тюмень-ТюмГУ»-2 (Тюмень);
- 2014—2020 —  «Тюмень-ТюмГУ» (Тюмень);
- 2020—2022 —  «Липецк» (Липецк);
- 2022—2023 —  «Омь» (Омск).

## Достижения
- бронзовый призёр розыгрыша Кубка Сибири и дальнего Востока 2017.